# Asclepigènia
Asclepigènia (en llatí Asclepigenia, en grec antic Ἀσκληπιγένεια) va ser una filòsofa neoplatònica i mística grega que va viure circa l'any 430 a l'any 485.
Era filla de Plutarc d'Atenes que dirigia l'Escola neoplatònica d'Atenes, que la va instruir, a ella i al seu germà Hieri, preocupant-se sobretot de que coneguessin els textos de Plató i Aristòtil, i també la teúrgia i la mística caldea. A la mort del seu pare va ensenyar a la seva escola. Entre els seus deixebles hi havia Procle.

## Filosofia
Com a filòsofa pagana, va intentar comprendre i dominar el "secret" dels principis de la metafísica, que controlaven l'univers. Va relacionar els principis de la màgia i dels miracles amb la sort i va aplicar el seu coneixement de Plató i Aristòtil a les grans qüestions religioses i metafísiques plantejades per la teoria ètica cristiana. Creia que el destí era potencialment canviable si es coneixia la màgia, la metafísica, la cosmologia i la teúrgia. La seva filosofia s'orientava cap al misticisme i a la contemplació dels misteris de la metafísica platònica i aristotèlica i buscava aconseguir la henosi.